# Glad You Exist
«Glad You Exist» — песня американского кантри-дуэта Dan + Shay, вышедшая 5 февраля 2021 года на лейбле Warner Bros. Nashville в качестве третьего сингла с четвёртого студийного альбома Good Things (2021). Члены дуэта, Dan Smyers и Shay Mooney написали эту песню совместно с Tayla Parx, Ryan Lewis и Jordan Reynolds. Сингл достиг первого места в радиоэфирном хит-параде Country Airplay и второго в общем кантри-чарте Hot Country Songs, получил 3-кратную платиновую сертификацию в Канаде и золотую в США.

## История
Песня вышла 5 февраля 2021 года на лейбле Warner Bros. Nashville в качестве третьего сингла с четвёртого студийного альбома Good Things, релиз которого прошёл 14 августа 2021 года.

## Отзывы
Песня получила положительные отзывы музыкальных критиков и интернет-изданий. Томас Майер из People описал эту песню как «сладкий трек в стиле поп-кантри» и что «ритмичный поп-трек и его позитивные тексты обеспечивают идеальный оптимистичный саундтрек 2021 года». Джессика Николсон из CMT предположила, что дуэт на создание песни повлияло одиночество в период пандемии COVID-19, и «это также привело многих к тому, чтобы больше ценить людей, которых окружают нас в своей жизни».

## Коммерческий успех
«Glad You Exist» возглавил радиоэфирный хит-парад Country Airplay 21 августа 2021 года, став их восьмым чарттоппером и девятым треком в лучшей десятке. Также сингл был на 2-м месте в американском кантри-чарте Hot Country Songs.

## Чарты

### Еженедельные чарты
| Чарт (2021)                         | Высшая позиция |
| ----------------------------------- | -------------- |
| Канада (Billboard Canadian Hot 100) | 45             |
| Канада (Billboard Country)          | 8              |
| Мир (Billboard Global 200)          | 143            |
| США (Billboard Hot 100)             | 21             |
| США (Billboard Country Airplay)     | 1              |
| США (Billboard Hot Country Songs)   | 2              |

## Сертификации
| Регион                                                                      | Сертификация | Продажи   |
| --------------------------------------------------------------------------- | ------------ | --------- |
| Канада (Music Canada)                                                       | Платиновый   | 80 000    |
| США (RIAA)                                                                  | Платиновый   | 1 000 000 |
| Данные о продажах + прослушиваниях приведены только на основе сертификации. |              |           |